# 近鉄情報システム
近鉄情報システム株式会社（きんてつじょうほうシステム、英文社名：Kintetsu Information System Corporated.）は、大阪市天王寺区に本社を置く近畿日本鉄道（近鉄）系列のユーザー系システムインテグレーターである。

## 概要
前身は近畿日本鉄道株式会社（現・近鉄グループホールディングス株式会社）電子計算機室（後の情報システム室）で、2000年8月に分社化され、近鉄情報システム株式会社が設立された。
近畿日本鉄道株式会社（特急予約システム（ASKAシステム）等）及び近鉄グループの情報通信システム開発・構築・運用・保守を行っている。

## 沿革
- 近畿日本鉄道
  - 1960年（昭和35年） - コンピューターによる特急座席予約業務開始
  - 1966年（昭和41年） - 社内に電子計算機プロジェクトチーム発足
  - 1966年（昭和41年） - コンピューター運営を担当する部署として近鉄内に「電子計算機室」発足
  - 1970年（昭和45年） - 特急座席予約システム稼動
  - 1971年（昭和46年） - 特急券自動発売機開発
  - 1985年（昭和60年） - 電子計算機室を「情報システム室」に名称変更
- 近鉄情報システム
  - 2000年（平成12年） - 近鉄内にあった情報システム室が分社化し設立
  - 2001年（平成13年） - 列車運行情報提供サービス運用開始
  - 2003年（平成15年） - 特急チケットレスサービス運用開始
  - 2007年（平成19年） - ICカードシステム運用開始
  - 2009年（平成21年） - 鉄道資産情報管理システム再構築、運用開始

## 資格・免許
- 一般第二種電気通信事業者
- 特定建設業（電気通信）認可